# Syncarida
Super-ordre
Les Syncarida sont un super-ordre de crustacés malacostracés. Il a été créé par Alpheus Spring Packard (1839-1905) en 1885.
Il regroupe deux ordres de crustacés conservant de nombreux caractères archaïques comme la séparation des métamères thoracique. On peut noter l'absence de carapace chitineuse.

## liste des ordres
Selon World Register of Marine Species (25 décembre 2017) :
- ordre Anaspidacea Calman, 1904
- ordre Bathynellacea Chappuis, 1915